# الدخلة (السياني)

تعديل مصدري - تعديل

الدخلة هي إحدى قرى عزلة الهادس بمديرية السياني التابعة لمحافظة إب، بلغ تعداد سكانها 1531 نسمة حسب تعداد اليمن لعام 2004.